# Per Hansson den yngre
Per Hansson, den yngre, från Forstenasläkten, var en svensk ståthållare.
Han var son till Hans Persson och Malin Sparre samt gift första gången med Brita Bååt som var dotter till riksrådet Johan Pedersson (Bååt) och andra gången med Ingeborg Jakobsdotter som var dotter till riksrådet Jakob Turesson (Rosengren). Med sin första fru blev han far till Anna Persdotter som kom att ärva Österby gård. Han var brorson till Per Hansson.
Per Hansson var hovjunkare hos 
Hertig Karl samt fogde i Arboga län 1581-1582 och 1585–1586. Han var befallningsman i Arboga och Kungsörs län 1593 och blev senare ståthållare över Kungsörs och Arboga län, som han tilldelades i förläning 1595. Han blev ståthållare på Nyslott och över Nyslotts län 1599. 